# Elly Ameling
Elisabeth Sara "Elly" Ameling, född 8 februari 1933 i Rotterdam, Nederländerna, är en nederländsk konsertsångerska (lyrisk sopran).

## Karriär
Elly Ameling studerade sång för Bodi Rapp, Jo Bollekamp, Sem Dresden och Jacoba Dresden-Dhont, och senare fransk sång med Pierre Bernac. Hon vann första pris vid Vocal Concours 's-Hertogenbosch i Holland (1956) och Concours International de Musique i Genève (1958). 
Efter debuten i Rotterdam 1953, har hon under mer än fyrtio år framträtt i princip på alla större konsertarenor runt om i världen. Hon har framträtt med ledande internationella orkestrar och dirigenter som till exempel Bernard Haitink, Rafael Kubelik, Carlo Maria Giulini, Benjamin Britten, Seiji Ozawa, Wolfgang Sawallisch, Kurt Masur, Neville Marriner, Karl Münchinger, André Previn, Edo de Waart. Hon etablerade sig som en av de största sångarna inom sitt område.
Som ackompanjatörer har hon främst samarbetat med Felix de Nobel, Jörg Demus, Irwin Gage, Dalton Baldwin, Rudolf Jansen och Graham Johnson.
Framför allt var hon verksam som konsert- och romanssångerska. Hon är särskilt uppmärksammad för sina tolkningar av franska och tyska sånger, men hon sjöng också med orkester (till exempel Gustav Mahlers 4:e symfoni) och oratorier. Hon har även gjort några operaframträdanden, främst med operor av Mozart (Idomeneo med Nederländska operan 1973 och i Washington D.C. 1974) och av Haydn (Orlando Paladino på skiva).
Hon har besökt Sverige flera gånger, bland annat Göteborgs konserthus den 24 september 1983, tillsammans med Rudolf Jansen.
Samtida verk, särskilt av hennes landsmän Bertus van Lier och Robert Heppener, var också en del av repertoaren. Elly Ameling har spelat in mer än 150 skivor och har vunnit flera priser, bland annat The Edison Award, Grand Prix du Disque och Preis der deutschen Schallplattenkritik. För sina tjänster inom musikens område har Ameling fått fyra hedersdoktorat. Hon blev 1971 dubbad av Hennes Majestät Drottning Juliana av Nederländerna för sina tjänster på musikens område (de Orde van Oranje Nassau). 2008 fick hon den högsta civila orden i Nederländerna, Nederländska Lejonorden. Elly Ameling gjorde en avskedsturné under åren 1995-96.

## Inspelningar (urval)
- Icon: Elly Ameling, The Dutch Nightingale (8CD), 2012, EMI Classics
- Elly Ameling 75 jaar, Live Concertopnamen 1957-1991, Nederlandse Omroep (5CD), 2008, Radio Broadcasts 1957-91, inkl. Richard Strauss "Vier letzte Lieder", Van Omnium audiovisueel, GW 80003.
- The Artistry of Elly Ameling (5CD), Philips (Universal).
- Elly Ameling, After Hours..., Songs von Gershwin, Porter, Prévert a.o.; E.A., Louis van Dijk, Philips (Universal).
- Elly Ameling, Sentimental Me, Songs von Porter, Ellington, Sondheim a.o.; E.A., Louis van Dijk, Polygram Classics.
- Elly Ameling, Sweet Was The Song, international Christmas songs, EMI.
- Elly Ameling, The Early Recordings (4CD), DHM (Sony BMG).
- Bach, Arias from Cantatas for soprano, Oboe and B.C., E.A., Han de Vries (Oboe), Albert de Klerk (Organ), Richte van der Meer (Cello), EMI.
- Bach, Bauern-, Kaffee-, Hochzeitskantate, Non sà che sia dolore, E.A., G.English, S.Nimsgern, Collegium Aureum,  DHM (Sony BMG).
- Bach, Kantaten, Ein feste Burg, Jauchzet Gott, Wachet auf, English Chamber Orchestra, Raymond Leppard, Dt. Bachsolisten, Helmut Winschermann, Philips (Universal).
- Bach, Johannes-Passion, Stuttgarter Kammerorchester, Karl Münchinger, Decca (Universal).
- Bach, Matthäus-Passion, Stuttgarter Kammerorchester, Karl Münchinger, Decca (Universal).
- Bach, Magnificat/Osteroratorium, Stuttgarter Kammerorchester, Karl Münchinger, Decca (Universal).
- Bach, Weihnachtsoratorium, Stuttgarter Kammerorchester, Karl Münchinger, Decca (Universal).
- Berlioz, Les Nuits d'été, Atlanta S.O., Robert Shaw, Telarc.
- Brahms, Lieder, E.A., Rudolf Jansen, Hyperion.
- Fauré, Lieder, Complete Songs (4CD), E.A., Gérard Souzay, Dalton Baldwin, Brilliant (Joan Records).
- Fauré, Requiem, Rotterdam Philharmonic Orchestra, Jean Fournet, Philips (Universal).
- Grieg, Peer Gynt, San Francisco S.O., Edo de Waart, Philips (Universal).
- Händel, Messiah, St Martin-in-the-Fields, Sir Neville Marriner, Decca.
- Haydn, Orlando Paladino, Orchestre de Chambre de Lausanne, Antal Dorati, Philips (Universal).
- Haydn, Lieder, Elly Ameling, Jörg Demus, Brilliant Classics (3-Disc re-issue)
- Mahler, Symphonie Nr.2 & Symphonie Nr.4, Royal Concertgebouw Orchestra, Bernard Haitink, Philips (Universal).
- Martin, Le mystère de la nativité, Orchestre de la Suisse Romande, Ernest Ansermet, Cascavelle.
- Martin, Frank Martin interprète Frank Martin, E.A. a.o., Frank Martin, Jecklin Disco.
- Mendelssohn, Elias, Leipziger Gewandhausorchester, Wolfgang Sawallisch, Philips (Universal).
- Mendelssohn-Bartholdy, Lieder, E.A., Rudolf Jansen, Sony BMG.
- Mozart, Requiem, Wiener Philharmoniker, Istvan Kertesz, Decca.
- Mozart, Schubert, Opern-und Konzertarien, Rotterdam P.O., Edo de Waart, Pentatone.
- The complete Mozart-Edition Vol. 24 (Lieder, Notturni), Philips (Universal).
- Poulenc, Edition du centenaire 1899-1963 (Melodien und Lieder), EMI Classics.
- Ravel, Mélodies-Lieder, Shéhérazade, E.A., Rudolf Jansen, Erato (Warner).
- Schubert, Lieder (4CD), E.A., Dalton Baldwin, Rudolf Jansen, Philips (Universal).
- Schubert, Schumann, Lieder, Elly Ameling, Jörg Demus, DHM (Sony BMG).
- Schubert, Duette-Terzette-Quartette, E.A., Janet Baker, Dietrich Fischer-Dieskau, Peter Schreier, Gerald Moore, Deutsche Grammophon.
- Schumann, Frauenliebe- und Leben, E.A., Dalton Baldwin, Pentatone.
- Vivaldi, Berühmte geistliche Chorwerke, Nulla in mundo pax, English Chamber Orchestra, Vittorio Negri, Philips (Universal).
- Vivaldi, Juditha Triumphans, Kammerorchester Berlin, Vittorio Negri, Philips (Universal).
- Wolf, italienisches Liederbuch, Goethe- und Keller-Lieder, E.A., Tom Krause, Irwin Gage, Rudolf Jansen, GLOBE.
- Wolf, spanisches Liederbuch, E.A., Rudolf Jansen (Piano), Hyperion.